# NLM CityHopper
NLM CityHopper, cuyo nombre completo era Nederlandse Luchtvaart Maatschappij (Dutch Aviation Company), fue una aerolínea regional neerlandesa fundada en 1966. Su oficina central se encontraba en el Edificio 70 del sector este del Aeropuerto de Schiphol en Haarlemmermeer, Países Bajos.

## Historia

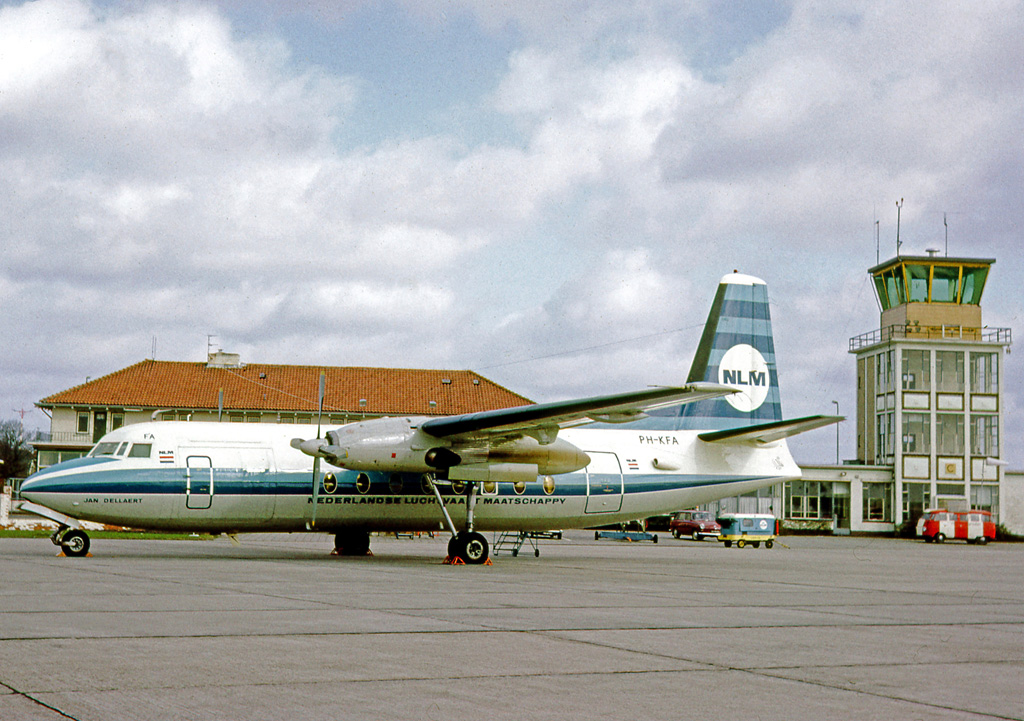
Fokker F.27 Friendship de NLM con los títulos iniciales sin CityHopper en Groninga en 1967

La aerolínea fue fundada como NLM Nederlandse Luchtvaart Maatschappij en 1966. Comenzó sus operaciones el 29 de agosto de 1966 utilizando aviones Fokker F27 arrendados a la Real Fuerza Aérea Neerlandesa, y fue establecida como una subsidiaria de KLM bajo un contrato de dos años para operar servicios domésticos dentro de los Países Bajos. La aerolínea incorporó el Fokker F28 en 1978.
Ámsterdam, Eindhoven, Enschede, Groninga, Maastricht y Róterdam conformaban la red de destinos inicial de la aerolínea. La ruta Eindhoven–Hamburgo fue el primer servicio internacional operado por la compañía; inicialmente se diseñó como un servicio ejecutivo regular para Philips, y se abrió al público en 1974 de abril. Londres-Gatwick se agregó a la red a principios de 1975.
La aerolínea cambió su nombre a NLM CityHopper tras la adquisición de NetherLines por parte de su empresa matriz KLM en 1988 de abril; las operaciones de ambas subsidiarias se fusionaron posteriormente. A pesar de compartir su estructura operativa, ambas compañías siguieron siendo entidades separadas hasta el 1 de abril de 1991, cuando fueron absorbidas por la recién creada KLM Cityhopper.

## Destinos

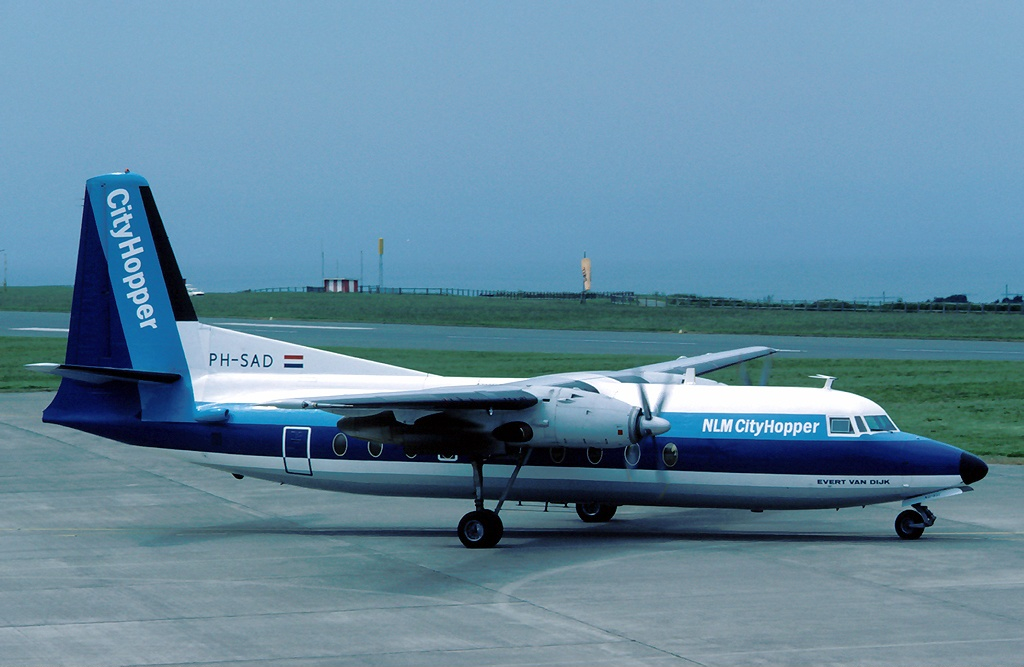
Un Fokker F-27-200 de NLM CityHopper en el Aeropuerto de Jersey (1983)

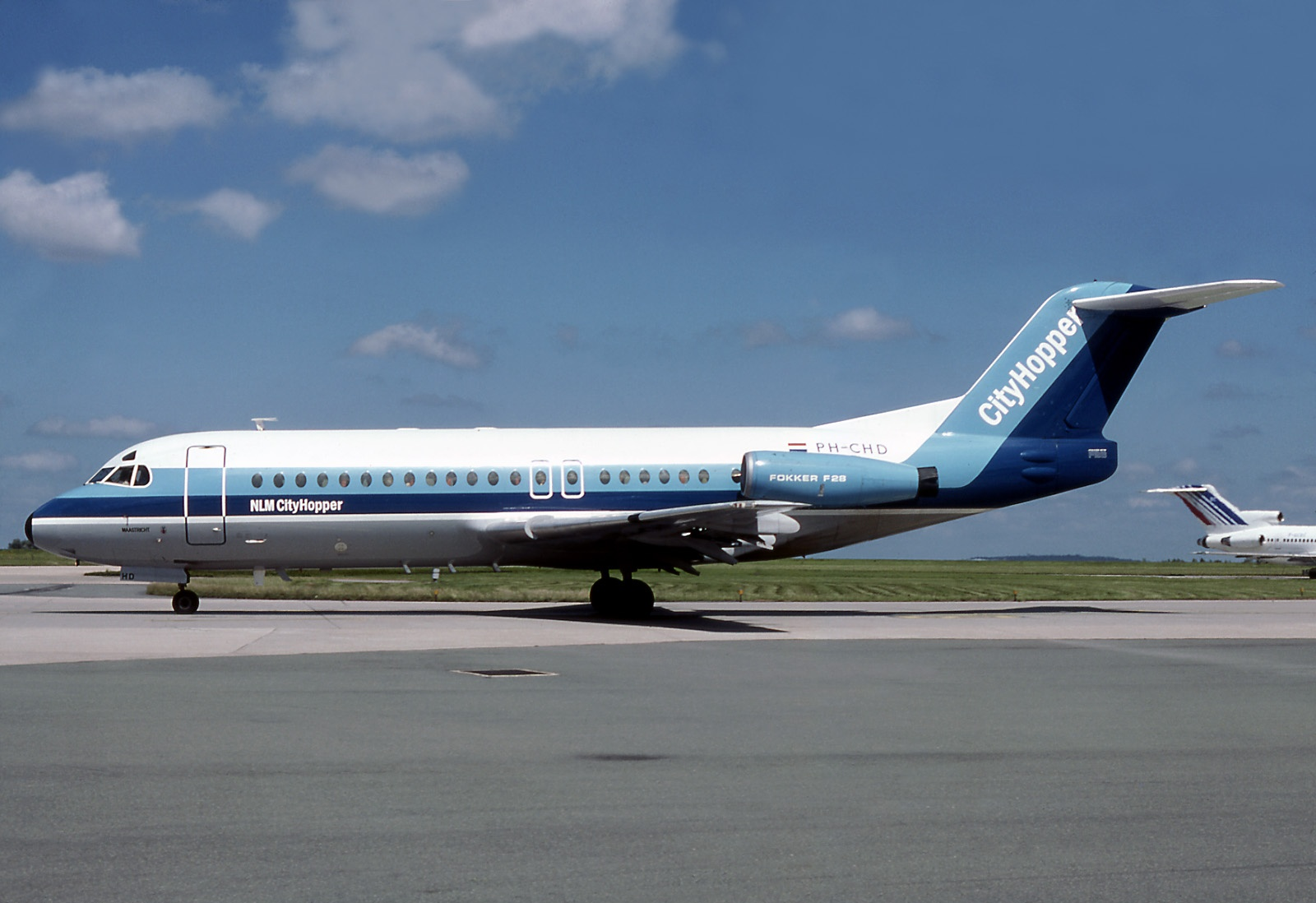
Un Fokker F-28-4000 de NLM CityHopper en el Aeropuerto Charles de Gaulle (1980)

La aerolínea operó los siguientes destinos a lo largo de su historia:
| Ciudad        | Código del aeropuerto | Código del aeropuerto | Nombre del aeropuerto               | Refs  |
| Ciudad        | IATA                  | ICAO                  | Nombre del aeropuerto               | Refs  |
| ------------- | --------------------- | --------------------- | ----------------------------------- | ----- |
| Bélgica       |                       |                       |                                     |       |
| Amberes       | ANR                   | EBAW                  | Aeropuerto Internacional de Amberes | [ 7 ] |
| Bruselas      | BRU                   | EBBR                  | Aeropuerto de Bruselas              | [ 7 ] |
| Francia       |                       |                       |                                     |       |
| París         | CDG                   | LFPG                  | Aeropuerto Charles de Gaulle        | [ 9 ] |
| Estrasburgo   | SXB                   | LFST                  | Aeropuerto de Estrasburgo           | [ 7 ] |
| Alemania      |                       |                       |                                     |       |
| Bremen        | BRE                   | EDDW                  | Aeropuerto de Bremen                | [ 7 ] |
| Düsseldorf    | DUS                   | EDDL                  | Aeropuerto de Düsseldorf            | [ 7 ] |
| Hannover      | HAJ                   | EDDV                  | Aeropuerto de Hannover-Langenhagen  | [ 7 ] |
| Stuttgart     | STR                   | EDDS                  | Aeropuerto de Stuttgart             | [ 7 ] |
| Guernsey      |                       |                       |                                     |       |
| Guernsey      | GCI                   | EGJB                  | Aeropuerto de Guernsey              | [ 7 ] |
| Jersey        |                       |                       |                                     |       |
| Jersey        | JER                   | EGJJ                  | Aeropuerto de Jersey                | [ 7 ] |
| Luxemburgo    |                       |                       |                                     |       |
| Luxemburgo    | LUX                   | ELLX                  | Aeropuerto de Findel                | [ 7 ] |
| Países Bajos  |                       |                       |                                     |       |
| Ámsterdam     | AMS                   | EHAM                  | Aeropuerto de Schiphol              | [ 7 ] |
| Eindhoven     | EIN                   | EHEH                  | Aeropuerto de Eindhoven             | [ 7 ] |
| Enschede      | ENS                   | EHTW                  | Aeropuerto Twente                   | [ 2 ] |
| Groninga      | GRQ                   | EHGG                  | Aeropuerto de Groninga-Eelde        | [ 2 ] |
| Maastricht    | MST                   | EHBK                  | Aeropuerto Maastricht Aquisgrán     | [ 7 ] |
| Róterdam      | RTM                   | EHRD                  | Aeropuerto de Róterdam-La Haya      | [ 2 ] |
| Suecia        |                       |                       |                                     |       |
| Malmö         | MMX                   | ESMS                  | Aeropuerto de Malmö                 | [ 7 ] |
| Reino Unido   |                       |                       |                                     |       |
| Birmingham    | BHX                   | EGBB                  | Aeropuerto de Birmingham            | [ 7 ] |
| Bristol       | BRS                   | EGGD                  | Aeropuerto de Bristol               | [ 7 ] |
| Cardiff       | CWL                   | EGFF                  | Aeropuerto de Cardiff               | [ 7 ] |
| East Midlands | EMA                   | EGNX                  | Aeropuerto de East Midlands         | [ 7 ] |
| Londres       | LGW                   | EGKK                  | Aeropuerto de Gatwick               | [ 7 ] |
| Londres       | LHR                   | EGLL                  | Aeropuerto de Heathrow              | [ 7 ] |
| Londres       | LTN                   | EGGW                  | Aeropuerto de Luton                 | [ 7 ] |
| Southampton   | SOU                   | EGHI                  | Aeropuerto de Southampton           | [ 7 ] |

## Flota
A continuación se muestra una lista de las aeronaves operadas por la aerolínea a lo largo de su historia:
- Fokker F-27-200[7]
- Fokker F-27-300[11]
- Fokker F-27-400[7]
- Fokker F-27-500[7]
- Fokker F-28-3000[12]
- Fokker F-28-4000[7]
- Jetstream 31[7]
- Saab 340[7]

## Accidentes e incidentes
Según la Aviation Safety Network, NLM CityHopper registra un solo evento de accidente/incidente.
- 6 de octubre de 1981: Un Fokker F-28-4000, con matrícula PH-CHI, que operaba el primer tramo de un servicio internacional regular de pasajeros entre Róterdam–Eindhoven–Hamburgo como el Vuelo 431 de NLM Cityhopper, ingresó en un tornado que provocó la separación del ala derecha del fuselaje. La aeronave se precipitó al suelo desde unos 3000 pies (914,4 m) y se estrelló cerca de Moerdijk, causando la muerte de las 17 personas a bordo.[10]